# Vanessa de la Torre
Gloria Vanessa de la Torre Sanclemente (Cali, Colombia, 10 de enero de 1978) es una presentadora, periodista y columnista colombiana. Hizo parte de las presentadoras de la emisión del mediodía de Noticias Caracol y también de la mesa de trabajo de Mañanas Blu de Blu Radio. Actualmente dirige en un programa radial en Caracol Radio.

## Biografía
Es hija de Alejandro de la Torre y Gloria Sanclemente. Estudió Comunicación social con énfasis en periodismo en la Pontificia Universidad Javeriana de Bogotá, y una maestría en Estudios Latinoamericanos de la Universidad de Georgetown en Estados Unidos.

## Carrera
Comenzó su carrera como practicante en el canal CNN en Español en Washington D. C., donde hizo informes sobre los ataques terroristas del 11 de septiembre de 2001. Luego se vinculó a CM&, como reportera internacional en el programa Reporte Mundial. También dirigió Los ángeles de CM&. 

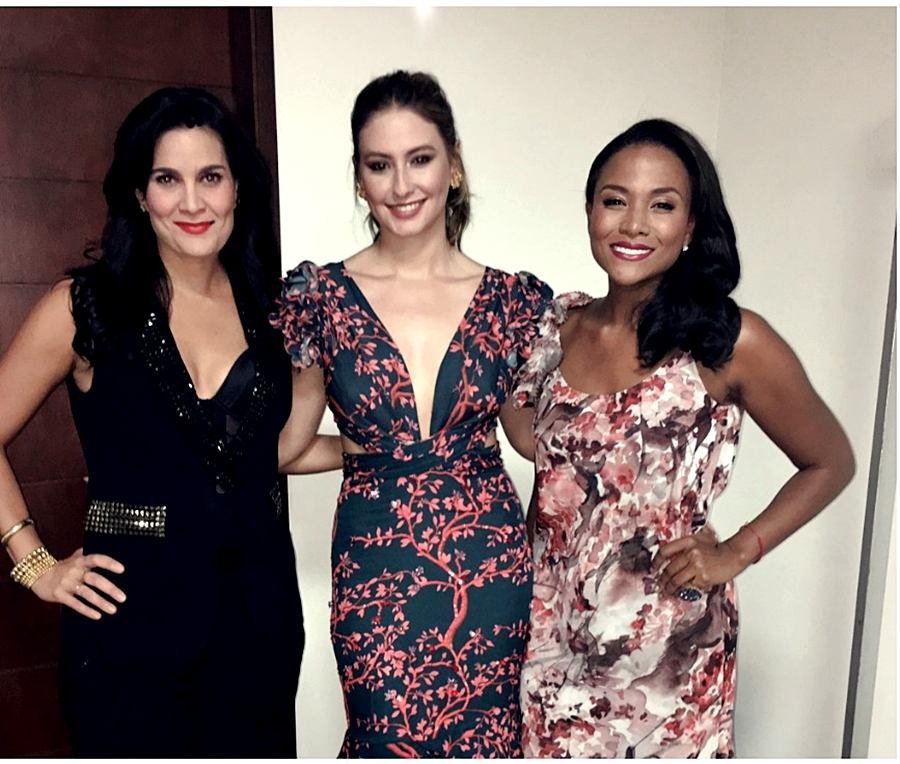
de la Torre, junto a Taliana Vargas y Mábel Lara en un evento en 2016.

 Después fungió como corresponsal desde la capital estadounidense de La W Radio, Noticias Caracol y para el canal de televisión venezolano RCTV. En ese tiempo, cubrió las Elecciones presidenciales de Estados Unidos de 2008, no solo para Caracol, sino también para Telefé de Argentina, Ecuavisa de Ecuador y Unitel de Bolivia. Como corresponsal, ha entrevistado a los presidentes Barack Obama (Estados Unidos), Juan Manuel Santos (Colombia), Porfirio Lobo (Honduras), Evo Morales (Bolivia), Sebastián Piñera (Chile), y Laura Chinchilla (Costa Rica), entre otros. En julio de 2011, regresó a Colombia para incorporarse a Noticias Caracol como presentadora, tras la salida de Rosa María Corcho, pasó a ocupar su lugar en la emisión de la mañana, luego pasó a la emisión del mediodía, donde compartió rol con Mónica Jaramillo hasta el año 2020. A mediados de diciembre de 2014, ingresó a la mesa de trabajo de Mañanas Blu, programa radial de Blu Radio. Dirigió el espacio informativo dominical Mundo Blu, dedicado a las noticias internacionales. Tuvo tiene a su cargo Mañanas Blu 10 AM, junto a Dora Glottman, Esteban Hernández y Juan David Laverde. Actualmente, dirige en Caracol Radio que se emite de lunes a viernes. Igualmente es columnista del periódico El País de Cali.

## Vida personal e imagen pública
En el ámbito personal, la presentadora mantiene una relación con Diego Santos Caballero, exdirector de la página de internet de El Tiempo, con quien tiene dos hijas, Raquel y Carlota Santos de la Torre. Es seguidora del equipo de fútbol América de Cali.

## Premios y nominaciones
| Año  | Premiación              | Trabajo nominado | Categoría                     | Resultado | Ref.   |
| ---- | ----------------------- | ---------------- | ----------------------------- | --------- | ------ |
| 2017 | XXVI Premios TVyNovelas | Noticias Caracol | Mejor presentador de noticias | Nominado  | [ 14 ] |

## Libros publicados
- Historias de amor en campos de guerra (2019)[15]